# Merel Maes
Merel Maes (22 januari 2005) is een Belgische atlete, die gespecialiseerd is in het hoogspringen. Ze werd zesmaal Belgisch kampioene.

## Loopbaan

### Eerste Belgische titels
Maes begon op haar zevende te voetballen. Ze speelde bij KFC Vrasene. In de zomer van 2017 begon ze ook met hoogspringen. In 2020 werd ze als 15-jarige met een Belgisch record U16 voor het eerst Belgisch kampioene hoogspringen. Begin 2021 verbeterde ze tijdens de IFAM-Meeting in Gent het Belgisch record U18 tot 1,88 m. Een week later werd ze in Louvain-la-Neuve Belgisch indoorkampioene met een verbetering van dit record tot 1,91 m. Door deze prestatie mocht ze deelnemen aan de Europese indoorkampioenschappen in Toruń. Ze werd uitgeschakeld in de kwalificaties.

### Deelname aan internationale jeugdkampioenschappen
In 2021 nam Maes deel aan zowel de Europese kampioenschappen U20 in Tallinn als de wereldkampioenschappen U20 in Nairobi. Op de EK haalde ze de aanvangshoogte niet, maar in Nairobi haalde ze met 1,84 m een vijfde plaats in de finale. Het jaar nadien mocht ze in haar eigen leeftijdscategorie U18 deelnemen aan de EK in Jeruzalem. Ze behaalde met 1,86 m brons in de finale. Op de wereldkampioenschappen U20 in Cali behaalde ze een vijfde plaats.

### Deelname aan internationale kampioenschappen
Tijdens de Belgische kampioenschappen van 2025 wist Maes zich met een persoonlijk record van 1,97 m te plaatsen voor de wereldkampioenschappen later dat jaar in Tokio.

### Club en trainer
Maes was aangesloten bij Atletiekclub Waasland (ACW). Ze stapte eind 2022 over naar Vilvoorde Atletiek Club (VAC).
Sinds 2021 wordt Maes getraind door Fernando Oliva, die tevens de coach is van Noor Vidts.

## Belgische kampioenschappen
Outdoor
| Onderdeel    | Jaar                   |
| ------------ | ---------------------- |
| hoogspringen | 2020, 2023, 2024, 2025 |

Indoor
| Onderdeel    | Jaar       |
| ------------ | ---------- |
| hoogspringen | 2021, 2023 |

## Persoonlijke records
Outdoor
| Onderdeel    | Prestatie | Datum           | Plaats  |
| ------------ | --------- | --------------- | ------- |
| hoogspringen | 1,97 m    | 2 augustus 2025 | Brussel |

Indoor
| Onderdeel    | Prestatie | Datum            | Plaats           |
| ------------ | --------- | ---------------- | ---------------- |
| hoogspringen | 1,91 m    | 20 februari 2021 | Louvain-la-Neuve |

## Palmares
hoogspringen
- 2020:  BK indoor AC – 1,79 m
- 2020:  BK AC – 1,84 m
- 2021:  BK indoor AC – 1,91 m
- 2021: 15e kwalificaties EK indoor in Toruń – 1,87 m
- 2021:  BK AC – 1,88 m
- 2021: NH kwalificaties EK U20 in Tallinn
- 2021: 5e WK U20 in Nairobi – 1,84 m
- 2022:  BK AC – 1,82 m
- 2021:  EK U18 in Jeruzalem – 1,86 m
- 2022: 5e WK U20 in Cali – 1,88 m
- 2023:  BK indoor AC – 1,88 m
- 2023:  EK voor landenteams in Chorzów – 1,92 m
- 2023:  BK AC – 1,80 m
- 2024:  BK indoor AC - 1,74 m
- 2024: 9e kwal. EK – 1,85 m
- 2024:  BK AC – 1,85 m
- 2024: 7e WK U20 in Lima – 1,84 m
- 2025:  BK AC – 1,97 m

## Onderscheidingen
- 2024: Gouden Spike voor beste belofte